# 251
Évszázadok: 2. század – 3. század – 4. század
Évtizedek: 200-as évek – 210-es évek – 220-as évek – 230-as évek – 240-es évek – 250-es évek – 260-as évek – 270-es évek – 280-as évek – 290-es évek – 300-as évek
Évek: 246 – 247 – 248 – 249 –  250 – 251 – 252 – 253 – 254 – 255 – 256

## Események

### Római Birodalom
- Decius császárt és fiát, Herennius Etruscust választják consulnak.
- Decius császár augustusi rangot adományoz idősebbik fiának, Herennius Etruscusnak, ezzel társuralkodóvá véve maga mellé; kisebbik fia, Hostilianus caesari rangot kap.
- Decius visszaállítja a censori hivatalt. A szenátus Valerianust szavazza meg censornak, de ő nem vállalja a tisztséget.
- A gótok több hónapon át ostromolják Philippopolist, míg Trákia kormányzója, Titus Iulius Priscus kiegyezik velük. A lakosok megkímélésének fejében átadja nekik a várost, ő maga pedig a barbárok támogatásával császárrá kiáltja ki magát. A gótok megszegik az egyezséget, kifosztják Philippopolist, majd zsákmányukkal hazaindulnak észak felé.
- Decius császár három légióval utoléri őket, de az abritusi csatában katasztrofális vereséget szenved. Decius és Herennius Etruscus is elesik az ütközetben.
- A csatában szintén részt vevő moesiai kormányzót, Trebonianus Gallust a légiók császárrá kiáltják ki.
- Trebonius Gallus társuralkodóként maga mellé veszi Hostilianust, Decius fiát, ő azonban röviddel később meghal (vagy Trebonius gyilkoltatja meg, vagy a birodalomban tomboló járvány viszi el). Ezt követően Trebonius saját fiát, Volusianust nevezi ki augustusnak.
- Trebonius Gallus békét köt a gótokkal: a barbárok megtarthatják zsákmányukat és Róma évi adót fizet nekik.
- I. Sápur szászánida király ismét betör Mezopotámiába és Örményországba.
- Márciusban megválasztják Corneliust Róma püspökének, de 252. júniusban a hatóságok Centumcellaeba száműzik.[1]

### Kína
- Vang Ling veji hadvezér összeesküvést szervez Cao Fang császár, de főleg a kormányzatot domináló Sze-ma Ji régens megbuktatására. Felkelése elbukik, Vang Linget kivégzik. Röviddel később a 73 éves Sze-ma Ji megbetegszik és meghal. Pozícióját idősebb fia, Sze-ma Si veszi át.

## Születések
- Remete Szent Antal, az első keresztény remete

## Halálozások
- Decius, római császár
- Herennius Etruscus, római császár
- Hostilianus, római császár
- Sze-ma Ji, kínai hadvezér és régens
- Szent Ágota

## Fordítás
- Ez a szócikk részben vagy egészben  a(z)   251 című angol Wikipédia-szócikk ezen változatának fordításán alapul.  Az eredeti cikk szerkesztőit annak laptörténete sorolja fel. Ez a jelzés csupán a megfogalmazás eredetét és a szerzői jogokat jelzi, nem szolgál a cikkben szereplő információk forrásmegjelöléseként.